# Партия център (Турция)
Партия център (на турски: Merkez Parti) е либерална политическа партия в Турция, основана през 2014 г. Неин председател е Абдурахим Карслъ.
Икономическата политика на партията е за независимост от Международния валутен фонд, опростяване на данъчната система и премахване на бедността. Партията е силно против присъединяването на Турция към Европейския съюз, като твърди, че ЕС не успял да помогне на Турция в борбата със сепаратистката организация на ПКК. По кипърския въпрос партията смята, че Република Кипър и Севернокипърска турска република могат да съществуват мирно като две независими държави.